# Anthoceros crispulus
Anthoceros crispulus là một loài rêu trong họ Anthocerotaceae. Loài này được Mont. Douin mô tả khoa học đầu tiên năm 1905.